# Борчаніново
Борчані́ново (рос. Борчаниново) — село у складі Шадрінського району Курганської області, Росія. Адміністративний центр та єдиний населений пункт Борчаніновської сільської ради.
Населення — 220 осіб (2017, 255 у 2010, 403 у 2002).
Національний склад станом на 2002 рік: росіяни — 95 %.